# 식물섬유

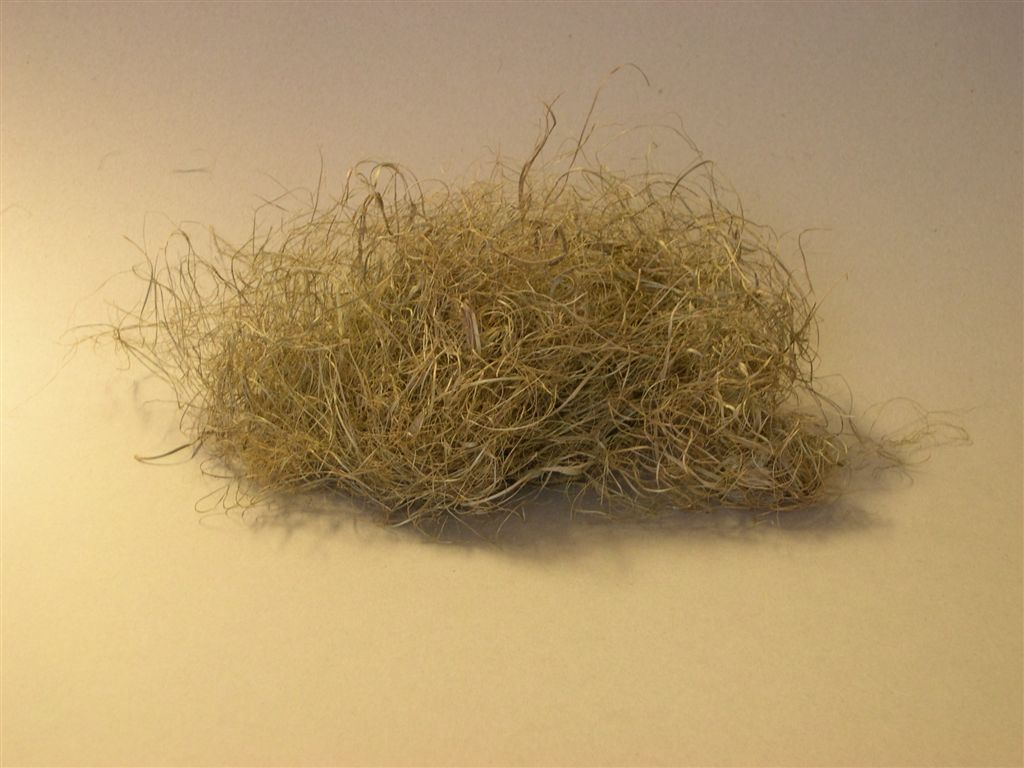

식물섬유(植物纖維)는 식물로 만든 섬유를 가리킨다. 전통적으로는 종이, 옷, 밧줄을 만드는 데 쓰였다.

## 면
면은 아욱과(科) 식물의 종자의 털에서 취한 것으로 거의 순수한 셀룰로스만으로 되어 있다. 셀룰로스·글루코스 분자가 β결합으로 수천개 이상 일렬로 나란히 계속되어서 생긴 쇄상고분자(鎖狀高分子)이다. 이 같은 쇄상고분자가 수많은 다발로 모이고, 군데군데에는 질서정연하게 줄을 지어서 미셀(micelle)이라고 하는 미결정(微結晶) 부분을 만들고 있다(〔그림〕－1). 미셀을 구성하는 셀룰로스 분자 다발은, 다시 몇 개씩 모여서 겨우 전자현미경으로 보일 정도의 다발로 된다. 이처럼 많은 수의 분자사슬이 집합을 되풀이함으로써 우리가 보게 되는 면섬유가 형성되는 것이다. 면은 종자모(種子毛)로 있을 때는 원통상이지만, 시들고 마르면 편평하게 되고 비틀어지고 구부러진다. 이 종자모를 알칼리액에 담가서 충분히 팽윤(膨潤)시킨 뒤에 유리판 위에서 눌러 으깨어 현미경으로 보면 나선상의 갈라진 금이 보인다. 그리고 피브릴(fibril)이라 불리는 셀룰로스의 집합체인 가는 줄이 나선상으로 칭칭 감겨 있는 것도 볼 수 있다.

## 마류
마류는 한마디로 삼이라고 불리고 있으며, 대마(大麻)·아마(亞麻)·황마(黃麻)·래미(ramie：모시풀, 紵麻) 등 여러 가지 종류가 재배되고 있다. 이들 식물의 줄기에 있는 섬유세포의 다발은 길고 강하기 때문에, 이를 섬유로 사용할 수 있다. 이들 섬유는 면의 경우와는 달리 펙틴(pectin)질과 강고하게 결합돼 있기 때문에, 우선 펙틴질을 녹여내지 않으면 안 된다. 그렇게 하기 위해서는 줄기를 물에 담그기도 하고 노적(露積)하여 발효시키기도 하며 또 나무재나 소다회로 삶는다든지 함으로써 펙틴질을 제거시킨 후에 줄기를 잘게 부숴서 섬유를 빼낸다. 아마나 래미는 펙틴을 함유하고 있으나 대마·황마는 팩틴 대신에 리그닌(lignin)을 함유하고 있다. 이들 섬유는 그 성질에 따라 적절히 쓰여지며, 대마의 경우는 내수성이 강하고 견뢰(堅牢)하기 때문에 어망·끈 등에, 래미는 모기장·레이스 등에, 황마는 인도 등에서 쌀·설탕·비료 등의 자루로 쓰이고 있다.

## 참고 문헌
- 이 문서에는 다음커뮤니케이션(현 카카오)에서 GFDL 또는 CC-SA 라이선스로 배포한 글로벌 세계대백과사전의 내용을 기초로 작성된 글이 포함되어 있습니다.

## 같이 보기
- 섬유